# Peuplement de Pin à crochets et d'Épicéa nain sur éboulis gelés
Un peuplement de Pin à crochets et d'Épicéa nain sur éboulis gelés est un type d'habitat forestier montagnard particulièrement rare qui se distingue par le nanisme de ses arbres. Bien que situé à une altitude relativement basse à l'étage montagnard, le fait qu'il soit exposé au nord associé à la circulation d'air entre les blocs de calcaire a pour conséquence que le sous-sol est nettement plus froid que dans les terrains environnants et qu'il reste gelé sur une période bien plus longue, rendant ainsi difficile la croissance des arbres.
Par ailleurs, la grande variabilité des conditions offertes aux espèces de plus petite taille (nature du sol, exposition, pH,  …) conduit à une grande biodiversité, notamment avec la présence d'espèces de l'étage subalpin à une altitude particulièrement basse.

## Fonctionnement
L'éboulis est caractérisé par une accumulation de blocs perméable qui se comporte comme une cheminée. En hiver, l'air interne initialement plus chaud et plus léger s'échappe par le haut de la pente et est remplacé en bas par une aspiration d'air froid. Cette circulation d'air fait que le sol peut geler sur une grande profondeur et formant ainsi un grand réservoir de froid. En été, le sens de circulation s'inverse, l'air froid, plus lourd, s'écoule par le bas et maintient des températures de 1 à 5 °C dans le bas de l'éboulis. L'éboulis étant situé en face nord au pied d'une falaise, la neige peut s'y accumuler et subsister entre les blocs jusqu'au mois de juillet.

## Description
Dans son stade initial, l'éboulis ne présente que des pierres de calcaire nu et les premières plantes qui le colonisent sont notamment la Bartsie des Alpes, l'Hutchinsie des Alpes, la Tofieldie, le Saxifrage toujours vert, la Renouée vivipare, la Campanule fluette et l'Arabette des Alpes. Lorsque l'humus produit par leur décomposition commence à s'accumuler, des plantes calcicoles subalpines apparaissent telles que  la Dryade octopétale, le Saule à feuilles rétuses, la Laîche toujours verte et  la Seslérie bleue, suivies par les arbres et les mousses. Par la suite, l'humus finit par recouvrir totalement l'éboulis et les espèces acidophiles (ex. Pleurozie dorée, Camarine noire, Airelle rouge, Mélampyre des forêts) prennent successivement la place des calcicoles.
L'éboulis présente donc une variété de milieu avec des zones sombres exposées en permanence à un air frais et humide, des accumulations d'humus acides (pH 4, tourbeux, humide), mais aussi des zones plus sèches, pratiquement en contact avec la pierre calcaire, très exposées et soumises à de fortes variations de chaleur. Cette variété se retrouve aussi chez les mousses, par exemple avec Pohlia cruda (de) qui se trouve seulement à l'intérieur des trous d'air froid et Distichium capillaceum qui forme des bourrelets à leur sortie.
La croissance des arbres est particulièrement lente, avec des cernes d'une largeur comprise entre 0,1 à 0,2 mm. Un arbre d'une centaine d'années n'a alors qu'un diamètre de quelques centimètres pour une hauteur de 0,5 m à 2 m avec des branches couvertes de lichen.

## Principaux sites
Du nord au sud:
- Lélex (Ain)
- Forêt communale de La Baume (Haute-Savoie) sur un versant nord du mont Billiat entre 1270 et 1340 m. Absence des Pins à crochets, présence du Bouleau glutineux et de deux saules de l'étage alpin, le Saule réticulé et le  Saule à feuilles rétuses, parmi d'autres saules. Nombreuses fougères.
- Forêt communale de la combe Arembeau à Thorens-Glières (Haute-Savoie), situé entre 1445 et 1550 m d'altitude sur un versant nord-ouest
- Eboulis actif au-dessus du lac de Flaine (Haute-Savoie), exposé au nord entre 1420 et 1460 m d'altitude. Le Pin  arolle est également présent.
- La Rollaz aux Contamines-Montjoie (Haute-Savoie, altitude 1550 à 1590). Contrairement aux autres, il s'agit d'un éboulement silicieux et sa composition botanique est bien plus pauvre.
- La Plagne (Savoie), partiellement détruit par l'ouverture d'une carrière
- Forêt communale de Seyssinet-Pariset (Isère)
- Gorges de la Souloise (Isère), perturbé par la construction d'une piste forestière
- La Jarjatte à Lus-la-Croix-Haute (Drôme)

Dans la classification de l'INPN (Inventaire national du patrimoine naturel), ces sites sont regroupés parmi l'habitat  9430-10 – Peuplements de Pin à crochets et d'Épicéa nain sur éboulis gelés qui correspond aux Forêts abyssales de Pins de montagne (42.4223) de la classification Corine Biotopes.